# Патрік фон Гунтен
Патрік фон Гунтен (нім. Patrick von Gunten, нар. 10 лютого 1985, Біль) — швейцарський хокеїст, що грав на позиції захисника. Грав за збірну команду Швейцарії.

## Ігрова кар'єра
Хокейну кар'єру розпочав на батьківщині 2002 року виступами за команду «Біль» за який відіграв чотири сезони та перейшов до клубу «Клотен Флаєрс» наприкінці сезону 2005–06 років. Патрік один рік захищав кольори шведської команди «Вестра Фрелунда».
Незважаючи на досить вдалу гру за шведський клуб Патрік повернувся до «Клотен Флаєрс» 24 лютого 2012. Спочатку фон Гунтен погодився на дворічний контракт але згодом цю угоду анульовали та перепідписали на чотири роки 29 червня 2012.
29 січня 2018 Патрік оголосив про завершення ігрової кар'єри через хронічні травми стегна та спини.
Був гравцем молодіжної збірної Швейцарії, у складі якої брав участь у 12 іграх. Виступав за національну збірну Швейцарії, на головних турнірах світового хокею провів 23 гри в її складі.

## Нагороди та досягнення
- Срібний призер чемпіонату світу — 2013.

## Статистика

### Клубні виступи
| Сезон        | Клуб              | Ліга         | Регулярний сезон | Регулярний сезон | Регулярний сезон | Регулярний сезон | Регулярний сезон | Плей-оф | Плей-оф | Плей-оф | Плей-оф | Плей-оф |
| Сезон        | Клуб              | Ліга         | І                | Г                | П                | О                | ШХ               | І       | Г       | П       | О       | ШХ      |
| ------------ | ----------------- | ------------ | ---------------- | ---------------- | ---------------- | ---------------- | ---------------- | ------- | ------- | ------- | ------- | ------- |
| 2002–03      | «Біль»            | НЛБ          | 30               | 1                | 0                | 1                | 27               | 10      | 0       | 0       | 0       | 4       |
| 2003–04      | «Біль»            | НЛБ          | 42               | 0                | 2                | 2                | 14               | 19      | 2       | 2       | 4       | 24      |
| 2004–05      | «Біль»            | НЛБ          | 35               | 4                | 7                | 11               | 18               | 12      | 2       | 3       | 5       | 4       |
| 2005–06      | «Біль»            | НЛБ          | 42               | 14               | 9                | 23               | 76               | 21      | 0       | 7       | 7       | 28      |
| 2005–06      | «Клотен Флаєрс»   | НЛА          | 6                | 2                | 0                | 2                | 2                | —       | —       | —       | —       | —       |
| 2006–07      | «Клотен Флаєрс»   | НЛА          | 44               | 6                | 17               | 23               | 26               | 11      | 3       | 3       | 6       | 18      |
| 2007–08      | «Клотен Флаєрс»   | НЛА          | 50               | 7                | 9                | 16               | 50               | 5       | 0       | 0       | 0       | 10      |
| 2008–09      | «Клотен Флаєрс»   | НЛА          | 46               | 12               | 15               | 27               | 90               | 15      | 5       | 4       | 9       | 6       |
| 2009–10      | «Клотен Флаєрс»   | НЛА          | 50               | 11               | 24               | 35               | 30               | 10      | 0       | 1       | 1       | 12      |
| 2010–11      | «Клотен Флаєрс»   | НЛА          | 49               | 6                | 22               | 28               | 34               | 18      | 2       | 10      | 12      | 6       |
| 2011–12      | «Вестра Фрелунда» | Елітсерія    | 51               | 5                | 19               | 24               | 12               | 6       | 0       | 0       | 0       | 0       |
| 2012–13      | «Клотен Флаєрс»   | НЛА          | 35               | 5                | 10               | 15               | 24               | —       | —       | —       | —       | —       |
| 2013–14      | «Клотен Флаєрс»   | НЛА          | 46               | 3                | 12               | 15               | 32               | 14      | 1       | 1       | 2       | 10      |
| 2014–15      | «Клотен Флаєрс»   | НЛА          | 46               | 3                | 9                | 12               | 20               | —       | —       | —       | —       | —       |
| 2015–16      | «Клотен Флаєрс»   | НЛА          | 37               | 2                | 15               | 17               | 39               | 4       | 0       | 0       | 0       | 6       |
| 2016–17      | «Клотен Флаєрс»   | НЛА          | 15               | 3                | 5                | 8                | 18               | —       | —       | —       | —       | —       |
| 2017–18      | «Клотен Флаєрс»   | НЛА          | 34               | 3                | 11               | 14               | 16               | —       | —       | —       | —       | —       |
| Усього в НЛА | Усього в НЛА      | Усього в НЛА | 458              | 63               | 149              | 212              | 381              | 77      | 11      | 19      | 30      | 68      |

### Збірна
| Рік                | Команда            | Турнір             | Місце              | І  | Г | П | О | ШХ |
| ------------------ | ------------------ | ------------------ | ------------------ | -- | - | - | - | -- |
| 2003               | Швейцарія          | ЮЧС18              | 9-е                | 6  | 0 | 1 | 1 | 6  |
| 2005               | Швейцарія          | МЧС                | 8-е                | 6  | 0 | 1 | 1 | 2  |
| 2010               | Швейцарія          | ОІ                 | 8-е                | 5  | 1 | 0 | 1 | 0  |
| 2012               | Швейцарія          | ЧС                 | 11-е               | 7  | 0 | 0 | 0 | 0  |
| 2013               | Швейцарія          | ЧС                 | 2                  | 10 | 1 | 1 | 2 | 0  |
| 2014               | Швейцарія          | ОІ                 | 9-е                | 1  | 0 | 0 | 0 | 0  |
| Молодіжна збірна   | Молодіжна збірна   | Молодіжна збірна   | Молодіжна збірна   | 12 | 0 | 2 | 2 | 8  |
| Національна збірна | Національна збірна | Національна збірна | Національна збірна | 23 | 2 | 1 | 3 | 0  |